# Schistidium trichodon
Schistidium trichodon là một loài Rêu trong họ Grimmiaceae. Loài này được (Brid.) Poelt mô tả khoa học đầu tiên năm 1953.

## Hình ảnh

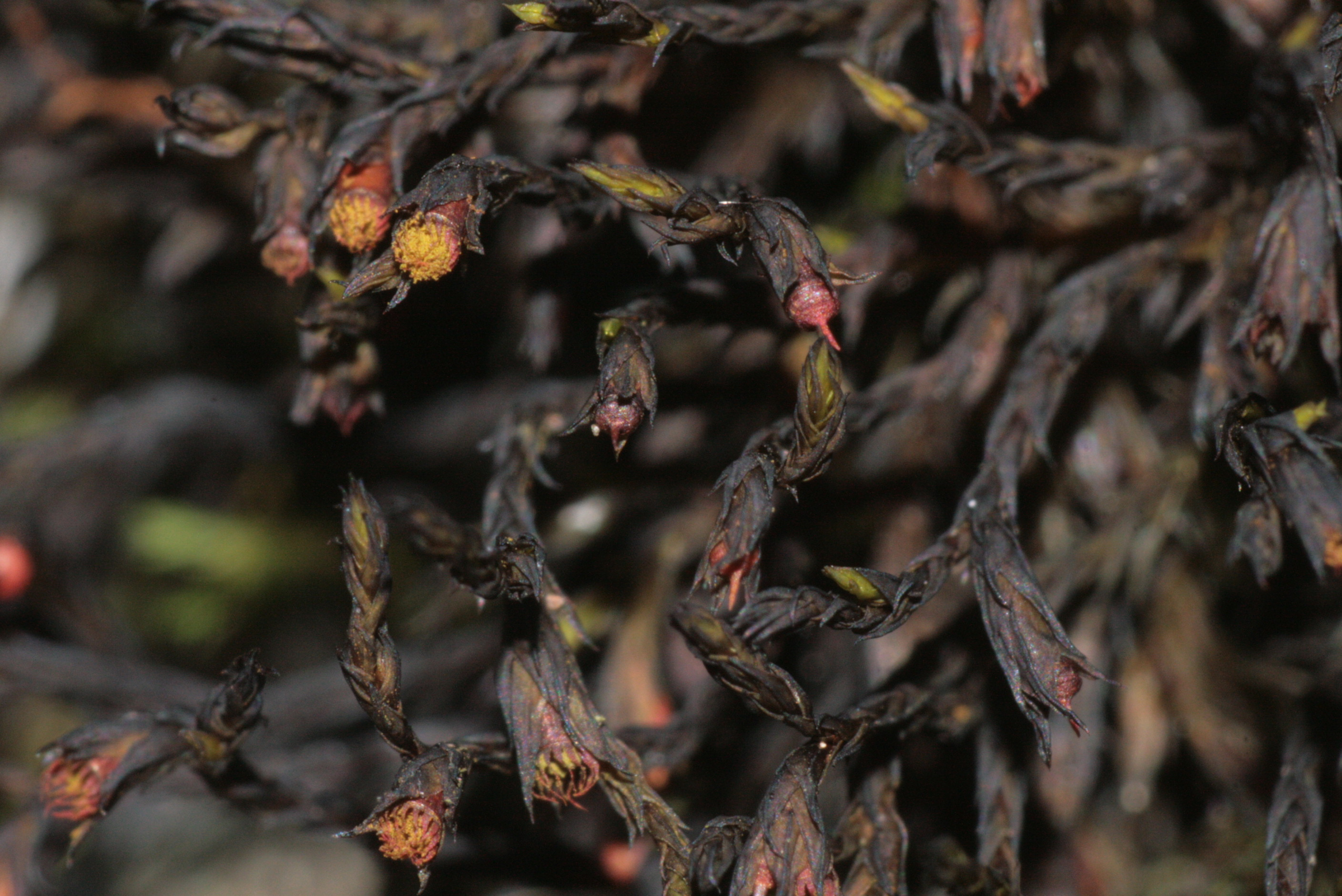
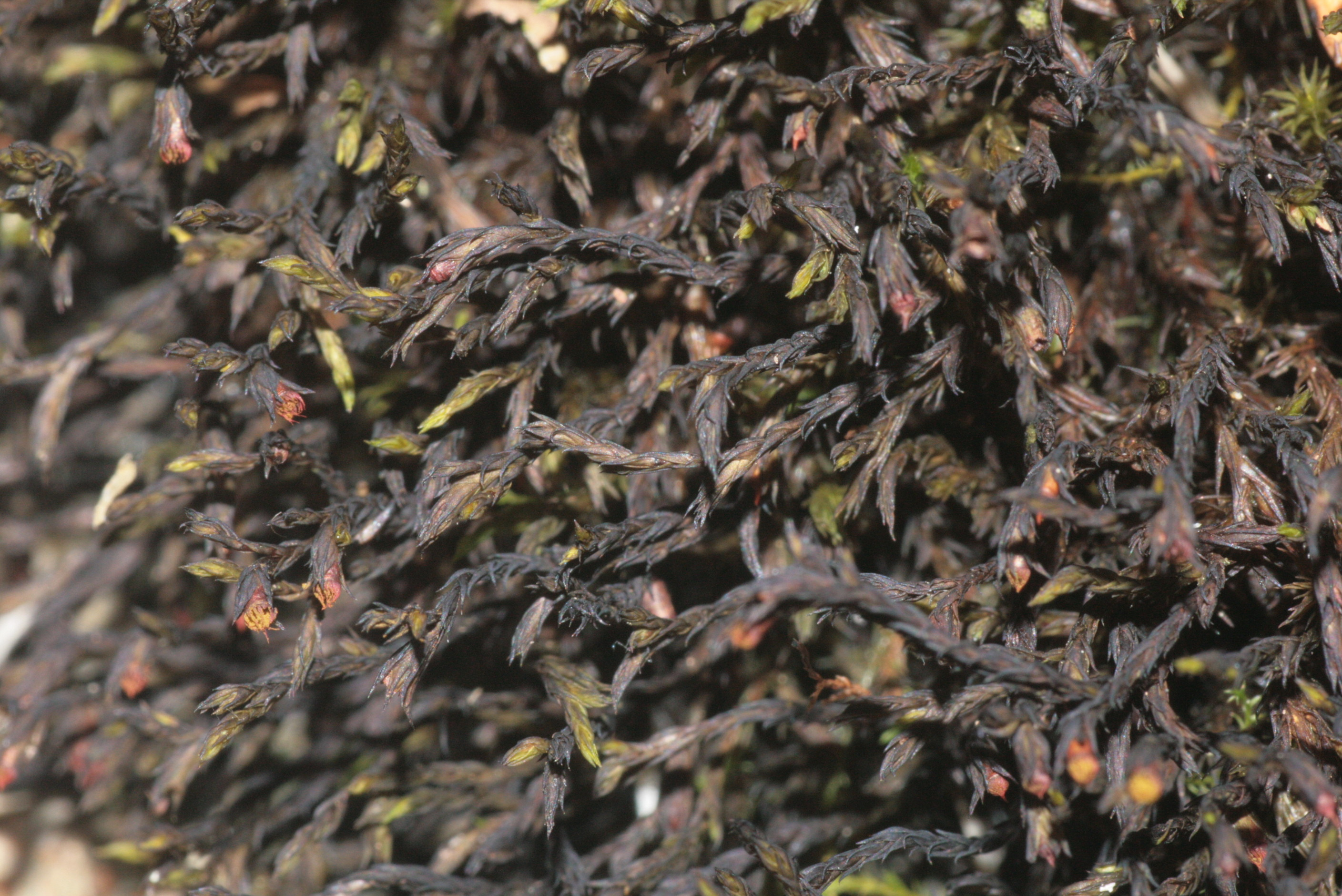
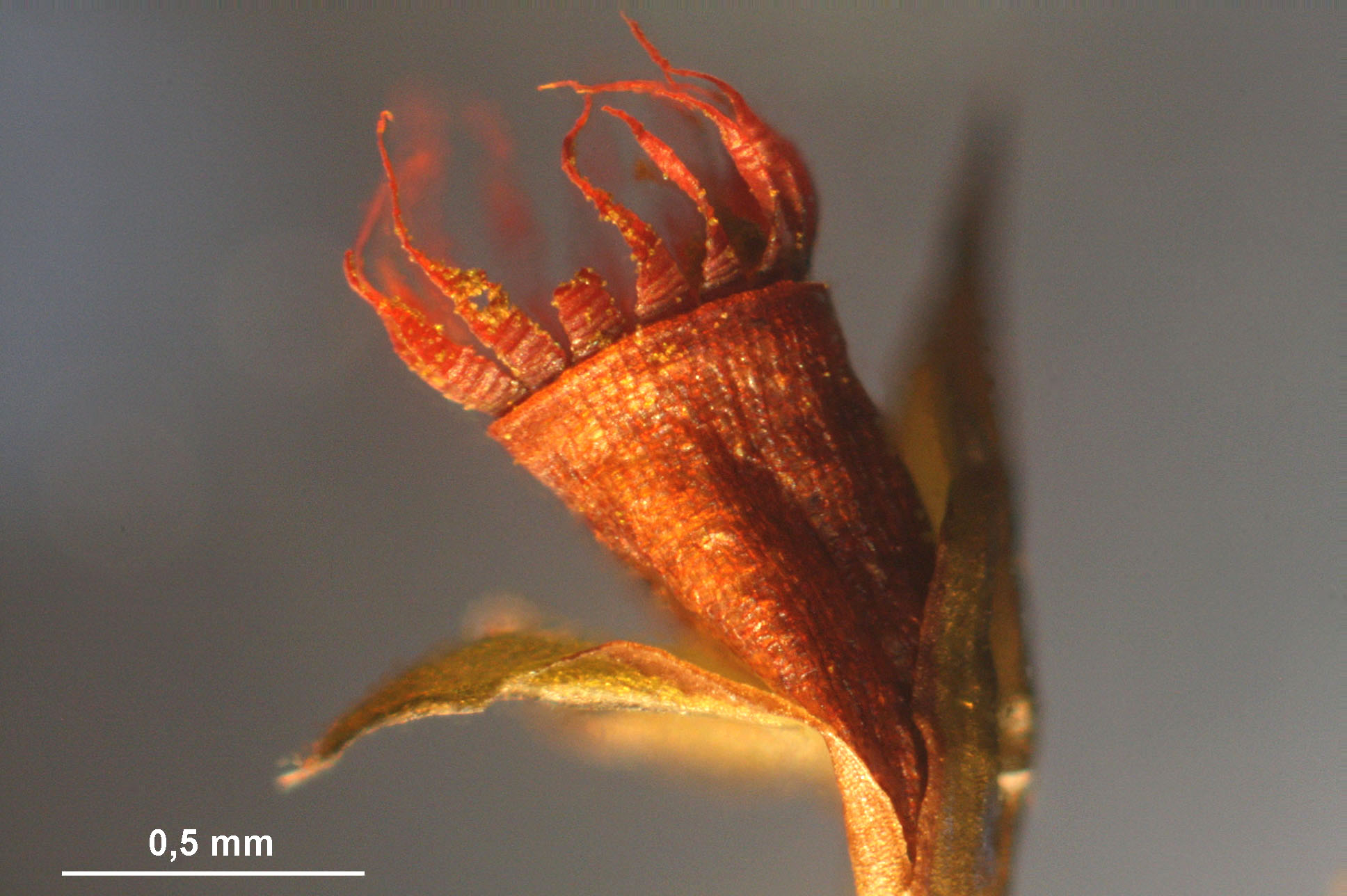
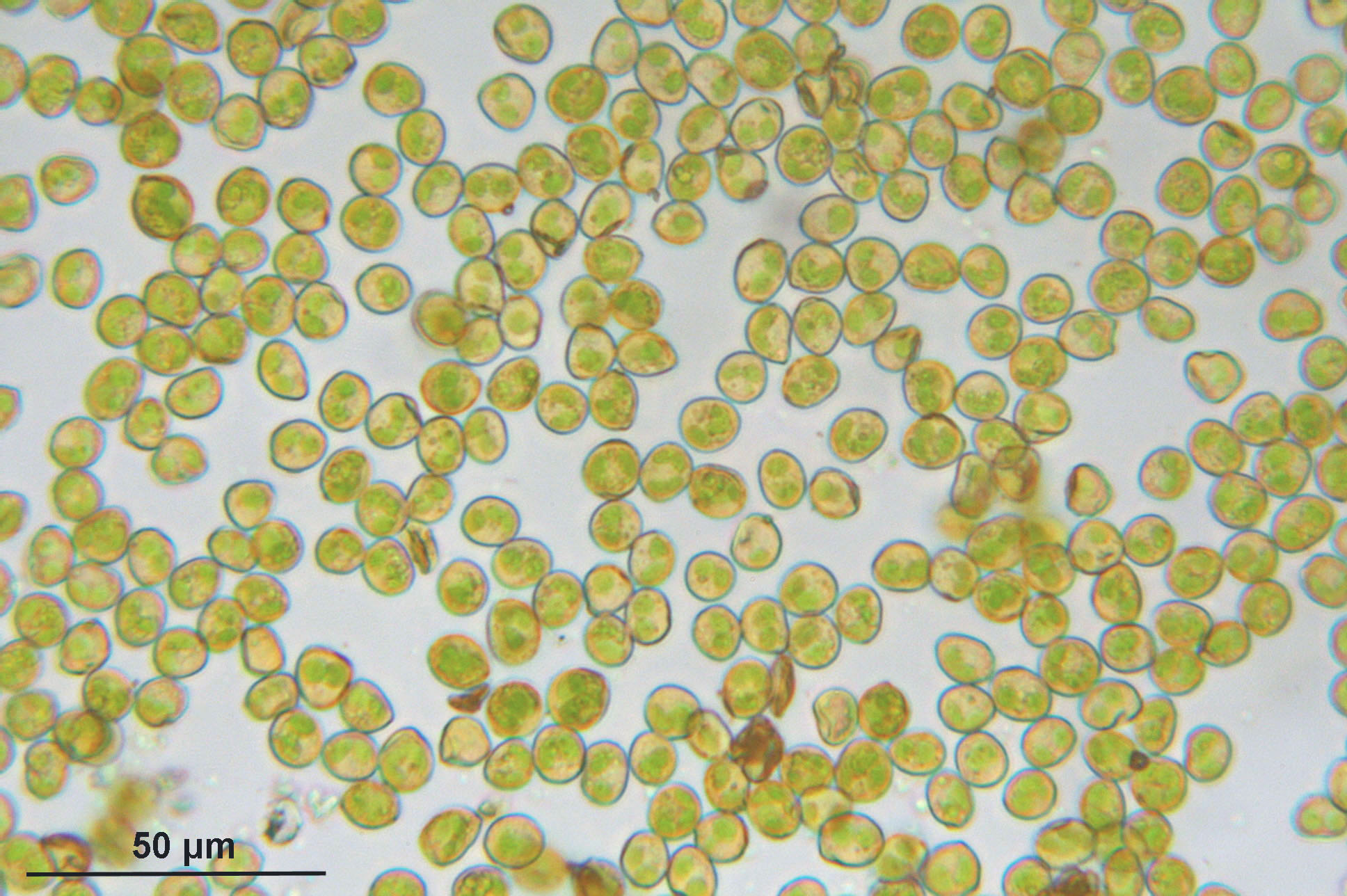